# Procfs
procfs (zkratka z anglického process filesystem, doslova souborový systém procesů) je virtuální souborový systém přítomný na většině un*xových operačních systémů a sloužící k zjišťování informací o procesech a jiných informací o běžícím operačním systému. V rámci standardní adresářové struktury bývá připojován do souborového systému do adresáře /proc. Kromě čtení je možné přes něj i některé proměnné měnit. Obsah tohoto virtuálního souborového systému není nikde trvale uložen: jádro operačního systému jej vždy znovu během startu systému vytvoří a dále aktualizuje.

## Dějiny
Tom J. Killian z Bellových laboratoří popsal přístup k procesům jako k souborům na letní konferenci USENIXu v roce 1984 a také implementoval první verzi procfs do Version 8 Unix. Cílem bylo především překonat nedostatky zjišťování informací o procesech pomocí ptrace. Dalším významným vývojovým stupněm byla implementace procfs v operačním systému Plan 9. V této podobě se rozšířil do dalších un*xových operačních systémů jako přirozený důsledek un*xové zásady vše je soubor.
V Linuxu byl postupně rozšiřován o množství systémových informací procesů se netýkajících, až byl ve verzi 2.6 založen nový virtuální souborový systém sysfs, kam byla většina z nich přesunuta. FreeBSD a OpenBSD, které procfs používaly, od něj naopak ustoupily (OpenBSD jej definitivně odstranilo ve verzi 5.7 z května 2015).